# Układ trójfazowy

Trójfazowe połączenia typu gwiazda i trójkąt

Układ trójfazowy – układ obwodów elektrycznych składający się z 3 obwodów elektrycznych prądu przemiennego, w których napięcia przemienne źródeł o jednakowej wartości i częstotliwości są przesunięte względem siebie w fazie o 1/3 okresu. Napięcia układu wytwarzane są w jednym źródle energii elektrycznej, prądnicy lub generatorze fazowym.
Układ trójfazowy pozwala na uzyskanie wirującego pola magnetycznego. Wirujące pole magnetyczne umożliwia budowę silników prądu przemiennego w tym i silników indukcyjnych, które są znacznie tańsze, prostsze i bardziej niezawodne niż inne silniki. Jednym ze współtwórców układu trójfazowego był Michał Doliwo-Dobrowolski.
Rodzaje układów trójfazowych, pierwszy oznacza połączenie w źródle napięcia, drugi w odbiorniku:
- układ trójprzewodowy typu gwiazda-gwiazda (λ-λ)
- układ czteroprzewodowy typu gwiazda-gwiazda (λ-λ)
- układ trójprzewodowy typu trójkąt-gwiazda (Δ-λ)
- układ trójprzewodowy typu gwiazda-trójkąt (λ-Δ)
- układ trójprzewodowy typu trójkąt-trójkąt (Δ-Δ)

## Układ trójfazowy symetryczny
Układ trójfazowy jest symetryczny jeśli napięcia w trzech fazach mają jednakowe wartości skuteczne oraz są przesunięte względem siebie w fazie o kąt równy:
{\displaystyle \alpha =q{\frac {2\pi }{3}}}
Ze względu na wartość współczynnika {\displaystyle q} można wyróżnić 3 układy symetryczne napięć.
- Dla {\displaystyle q=1} otrzymujemy układ symetryczny zgodny, gdyż przy dodatnim kierunku wirowania, następstwo faz jest zgodne, przez co rozumiemy następstwo L1, L2, L3.
- Dla {\displaystyle q=2} otrzymujemy układ symetryczny przeciwny, gdyż przy dodatnim kierunku wirowania, następstwo faz jest przeciwne w stosunku do przyjętego za zgodne, czyli L1, L3, L2.
- Dla {\displaystyle q=0} otrzymujemy układ symetryczny zerowy. Wektory napięć w poszczególnych fazach L1, L2, L3 są przesunięte w fazie względem siebie o kąt 2π, są więc względem siebie w fazie.

Układy symetryczne zgodne i przeciwne spełniają następujący warunek:
{\displaystyle {\underline {U}}_{L1}+{\underline {U}}_{L2}+{\underline {U}}_{L3}=0}
Jeżeli napięcia źródłowe tworzą układ 3-fazowy symetryczny, a impedancja każdej fazy jest taka sama, to moc pozorna odbiornika 3-fazowego jest równa:
{\displaystyle S=3IU=3I{\frac {U_{l}}{\sqrt {3}}}\ ={\sqrt {3}}\ IU_{l}},
gdzie
U, I – wartości skuteczne napięcia fazowego i natężenia prądu,
Ul – napięcie międzyfazowe,
Do mierzenia mocy w układzie symetrycznym 3-przewodowym może służyć układ Arona.
Jeśli co najmniej jeden z powyższych warunków nie jest spełniony, np. nie jest symetryczny układ napięć źródłowych przy symetrycznym odbiorniku lub nie jest symetryczne obciążenie przy symetrycznym układzie zasilania, to taki układ nazywamy układem niesymetrycznym.